# Joseph DePietro
Joseph Nicholas („Joe”) DePietro (ur. 10 czerwca 1914 w Paterson w stanie New Jersey, zm. 19 marca 1999 w Fair Lawn w stanie New Jersey) – amerykański sztangista.
Na Igrzyskach Olimpijskich w Londynie w 1948  zdobył złoty medal w wadze koguciej (do 56 kg). Do jego osiągnięć należą również dwa medale mistrzostw świata − złoty (Filadelfia 1947) i brązowy (Scheveningen 1949). Ma w swoim dorobku także złoty medal igrzysk panamerykańskich (Buenos Aires 1951). Dziewięciokrotnie był mistrzem Stanów Zjednoczonych (1942, 1943, 1945, 1946, 1947, 1948, 1949, 1950, 1951). Ustanowił trzy rekordy świata (w tym jeden nieoficjalny).
Mierzył zaledwie 140 cm wzrostu.